# Девочка и медведь
«Девочка и медведь» — советский рисованный мультфильм, который создала режиссёр Наталия Голованова в 1980 году по мотивам русской народной сказки «Маша и медведь».

## Сюжет
Девочка Маша пошла гулять в лес и заблудилась. Она набрела на домик и вошла туда. Жителем этого домика оказался старый Медведь, который живет здесь один. Он просит Машу погостить у него, но та наотрез отказывается, сказав, что её ждут бабушка с дедушкой. Маша предлагает ему навести порядок в доме, после чего Медведь её отпустит. Он согласился. Однако, когда Маша прибралась, Медведь сказал, что передумал. Маша пыталась сбежать, однако Медведь увидел её спрятавшейся на дереве и потащил к себе обратно. Та умоляет отпустить её домой, но Медведь говорит, что не стоит бабушке с дедушкой плакать, он её напоит и накормит. Заодно говорит, что будет ей дедушкой. В итоге, Маша осталась у него ночевать. Утром Медведь приготовил ей кашу, но та категорически отказалась, и сказала, что сбежит от него снова. Медведь пригрозил ей, что запрёт её на чердаке. Позже, закрыв Машу на чердаке, Медведь начал печь пироги для бабушки с дедушкой, сказав ей, что отнесёт их в деревню. Однако подоспевшие зайцы пирожки забрали себе, а Маша прыгнула в корзину из-под пирожков. Она попросила Медведя не есть пироги по дороге, сказала, что с крыши наблюдать будет. Медведь обещал, то донесёт. Дойдя до опушки леса, Медведь сказал : «Сяду на пенёк, съем пирожок». Маша сказала: «Не садись на пенёк, не ешь пирожок!». В итоге Медведь решил, что сдержит обещание, и девочка его похвалит. Однако, Маша вылезла из корзины и еще раз попросила Медведя её отпустить, сказав, что ей жалко и бабушку, и дедушку, да и Медведя тоже. В результате Медведь её отпускает, подарив ей на память древесную куклу.

## Создатели
- Автор сценария — Владимир Голованов
- Режиссёр — Наталия Голованова
- Художники-постановщики: Владимир Зуйков, Татьяна Сокольская
- Композитор — Шандор Каллош
- Оператор — Борис Котов
- Звукооператор — Борис Фильчиков
- Художники-мультипликаторы: Александр Горленко, Наталия Богомолова, Александр Елизаров, Александр Мазаев, Олег Комаров
- Редактор — Татьяна Папорова
- Директор картины — Николай Евлюхин
- Создатели приведены по титрам мультфильма.

## Роли озвучивали
- Юрий Волынцев — Михаил Потапыч, медведь
- Марина Хазова — Маша

## Интересные факты
- Это вторая экранизация сказки «Маша и медведь», сделанная в СССР.

В 1960 году снята первая — «Машенька и медведь».
В 1992 году была снята третья экранизация — «Машенька».
В 2009 году вышел популярный мультсериал «Маша и медведь».
- Конец мультфильма отличается от оригинала: если в сказке Маша незаметно убегает от медведя, здесь же он сам её отпускает.